# 商界 (香港政治派別)
工商界和專業派系，是香港建制派一個中間偏右主流派系，自1997年香港主權移交後主導香港特別行政區政府的經濟政策。目前工商界政黨以經民聯、自由黨、香港工商專業聯會等為主。

## 歷史
自由黨成員本來為支持港英政府的工商專業人士及精英（合稱「商界」、「保守派」），很多亦被委任為立法局內的非官守議員。
創黨主席李鵬飛曾經在1983年中英談判期間，曾率領當時香港的工商界精英組成「青年才俊團」前往北京提出「主權換治權」建議，遭到鄧小平否決。1984年《中英聯合聲明》簽訂後，殖民地政府隨即加快民主化步伐，在港引入代議政制。
1991年香港立法局選舉中，民主派在民選議席中取得壓倒性大勝。為制衡民主派，以行政、立法兩局首席議員李鵬飛為首的工商界人士創立了自由黨前身啟聯資源中心，成員有田北俊、倪少傑、楊孝華、周梁淑怡、唐英年、劉健儀、何承天、夏佳理、劉皇發，為立法局中的第二大黨。1992年彭定康就任港督，在任內推出大幅增加選民基礎的「新九組」方案，自由黨以會破壞順利過渡為由反對方案。中共宣佈「另起爐灶」成立「臨時立法會」後，自由黨1997年加入「臨時立法會」，主權移交後推翻了不少被認為「對特區政府運作做成障礙」的法例。
《中英聯合聲明》簽訂後，工商界和專業人士為代表的席胡法光、譚惠珠等人於1991年成立了香港自由民主聯會（自民聯），1991年香港立法局選舉地區直選中慘敗，因為選舉制度採取單選區制而非比例代表制，18個民選議席中僅取得1席，其餘皆由民主派獲得。1994年，另一個以工商專業界人士為主的香港協進聯盟成立，成員有劉漢銓、蔡素玉。兩黨在1997年合併，其後港進聯在2005年與民建聯合併。
曾任立法會主席的范徐麗泰曾被殖民地政府提拔，是建制派的代表人物。在殖民地時期循功能組別晉身立法局的部份工商界人士，建立鬆散政治聯繫，被歸納為早餐派。
2012年香港特別行政區行政長官選舉，不少工商界選委支持唐英年，因此被稱作「唐營」。此後自由黨一直反對梁振英（但繼續支持特區政府），因此沒有被邀參加行政會議直至2016年香港立法會選舉，李梓敬及田北俊團隊在新界東選區落敗，失去新界東的唯一地區直選議席（建制派維持三席，自由黨的地區直選議席由新民黨的容海恩取代）後，張宇人成為自由黨主席並加入行政會議。林鄭月娥成為行政長官後，自由黨繼續加入行政會議。
自從親中產及工商界的新民黨及經民聯，在2011至2012年相繼成立，使不少原本支持自由黨的工商界及中產階級轉為支持新民黨及經民聯，自由黨漸趨中聯辦及梁振英領導的香港特區政府邊緣化。
近年工商界政黨在其他政治或經濟理念上未有一致的看法，包括梁振英領導的特區政府問題，再分出中間派。